# Xã Attica, Quận Sedgwick, Kansas
Xã Attica (tiếng Anh: Attica Township) là một xã thuộc quận Sedgwick, tiểu bang Kansas, Hoa Kỳ. Năm 2010, dân số của xã này là 6.725 người.